# Sint-Pieters-Leeuw
Sint-Pieters-Leeuw (Frans: Leeuw-Saint-Pierre) is een plaats en gemeente in de Belgische provincie Vlaams-Brabant 
die deel uitmaakt van de Zennevallei en het Pajottenland. De gemeente is een van de hoofdplaatsen van het gerechtelijk kanton Herne - Sint-Pieters-Leeuw en behoort tot het administratieve kanton Halle.
De gemeente is naar bevolking met ruim 36.000 inwoners een van de grootste in Vlaams-Brabant en grenst aan de gemeenten Dilbeek, Anderlecht, Drogenbos, Lennik, Beersel, Halle en Pepingen.

## Geschiedenis
De gemeente kan terugbuigen op een lange en met documenten gestaafde geschiedenis. De oudste geschreven bronnen gaan terug tot de 9de, 12de en 13de eeuw. Het oudste document betreft een schenkingsakte van een Brabantse edelvrouw, 'dame Angela', waarin wordt verwezen naar een 'domein of een vrij goed van 7 mijl lang en 1 mijl breed met een moederkerk en 9 dochterkerken' dat geschonken werd aan het Sint-Pieterskapittel van Köln-Deutz bij Keulen.
Het domein was toen begrensd door Sint-Pieters-Leeuw, Oudenaken, Elingen, Sint-Laureins-Berchem, Vlezenbeek, Neerpede, Itterbeek, Dilbeek en gedeelten van Anderlecht op de linkeroever van de Zenne en op de rechteroever door Buizingen, Huizingen, Dworp, Beersel, Eizingen, Ruisbroek, Linkebeek, Alsemberg, Sint-Genesius-Rode tot aan de Lasne te Genval.
Vóór 1000 was Leeuw reeds een goed georganiseerd domein, met een hoofdplaats en minstens negen wijken. Getuige hiervan de negen kerken of kapellen die afhingen van de Leeuwse parochiekerk. Vanaf 1236 behoorde het tot het Land van Gaasbeek. Door huwelijk of door erfenis kwamen zowel het waterkasteel Coloma als de heerlijke rechten en allerlei voorzieningen in bezit van belangrijke edelen en hovelingen zoals Jan Karel Roose, lid van de Grote Raad van Mechelen en Vital-Alex de Coloma, kamerheer van keizerin Maria-Theresia.
In de Franse tijd lag het dorp in het Dijledepartement, in 1815 in de provincie Zuid-Brabant, in 1831 in de provincie Brabant en sinds 1995 in de provincie Vlaams-Brabant.
Sinds de Karolingische tijd lag Sint-Pieters-Leeuw in de Brabantgouw. Het hoorde later, tot het eind van het ancien régime aan het einde van de 18e eeuw, bij het kwartier Brussel van het hertogdom Brabant. Kerkelijk ressorteerde het tot het midden van de 16e eeuw onder het oude bisdom Kamerijk. Vanaf de 12e eeuw was het ingedeeld bij de dekenij Halle, van de aartsdekenij Brabant. De landelijke nederzetting groeide uit tot een belangrijke woon- en werkgemeenschap.
Toen de heerlijkheid in 1690 tot baronie werd verheven, kwamen in dezelfde periode de wijken Vlezenbeek, Sint-Laureins-Berchem, Oudenaken en Elingen los van Sint-Pieters-Leeuw.
Aan de nieuwe gemeente werd bij KB van 17 september 1975 de naam van de hoofdgemeente Sint-Pieters-Leeuw gegeven.
Sinds 1 januari 1977 zijn de vroegere gemeenten Sint-Pieters-Leeuw, Oudenaken, Sint-Laureins-Berchem, Ruisbroek en Vlezenbeek samengevoegd in de fusiegemeente Sint-Pieters-Leeuw.

## Kernen
De fusiegemeente heeft naast Sint-Pieters-Leeuw zelf nog vier deelgemeenten: Oudenaken, Ruisbroek, Sint-Laureins-Berchem en Vlezenbeek. In het noorden van de deelgemeente Sint-Pieters-Leeuw liggen nog de verstedelijkte dorpen Negenmanneke, Klein-Bijgaarden en Zuun.

### Deelgemeenten
| # | Naam                  | Opp. (km²) | Inwoners (2020) | Inwoners per km² | NIS-code |
| - | --------------------- | ---------- | --------------- | ---------------- | -------- |
| 1 | Sint-Pieters-Leeuw    | 23,29      | 23.357          | 1.003            | 23077A   |
| 2 | Oudenaken             | 2,52       | 393             | 156              | 23077B   |
| 3 | Ruisbroek             | 3,58       | 7.048           | 1.968            | 23077E   |
| 4 | Sint-Laureins-Berchem | 1,14       | 400             | 352              | 23077C   |
| 5 | Vlezenbeek            | 10,13      | 3.407           | 336              | 23077D   |

## Bezienswaardigheden
- De dorpskern rond de gotische Sint-Pieterskerk met massieve toren.
- Het Domein Coloma met waterkasteel Coloma met apart staande donjon, koetshuis (cafetaria) en openbaar wandelpark. Dit park bevat de grootste rozentuin van West-Europa met ongeveer 60.000 rozenstruiken en meer dan 3000 rozenvariëteiten.
- Het Kasteel Nieuwenhove
- De Zendmast Sint-Pieters-Leeuw
- Het Kasteel van Klein-Bijgaarden te Negenmanneke, kasteel van de familie Wittouck.
- Het kasteel en park van Groenenberg (op de grens met Gaasbeek), bij Vlezenbeek
- Het Hof ten Brukom
- Het Hof ten Zellik
- Het Kasteel Rattendaal
- Het Kasteel van Rukkelingen (of: Rattenkasteeltje) en het Nieuw kasteel van Rukkelingen
- De Watermolen van Volsem
- De 'Witseboom': een zomerlinde als hoekboom op de grens met Vlezenbeek.

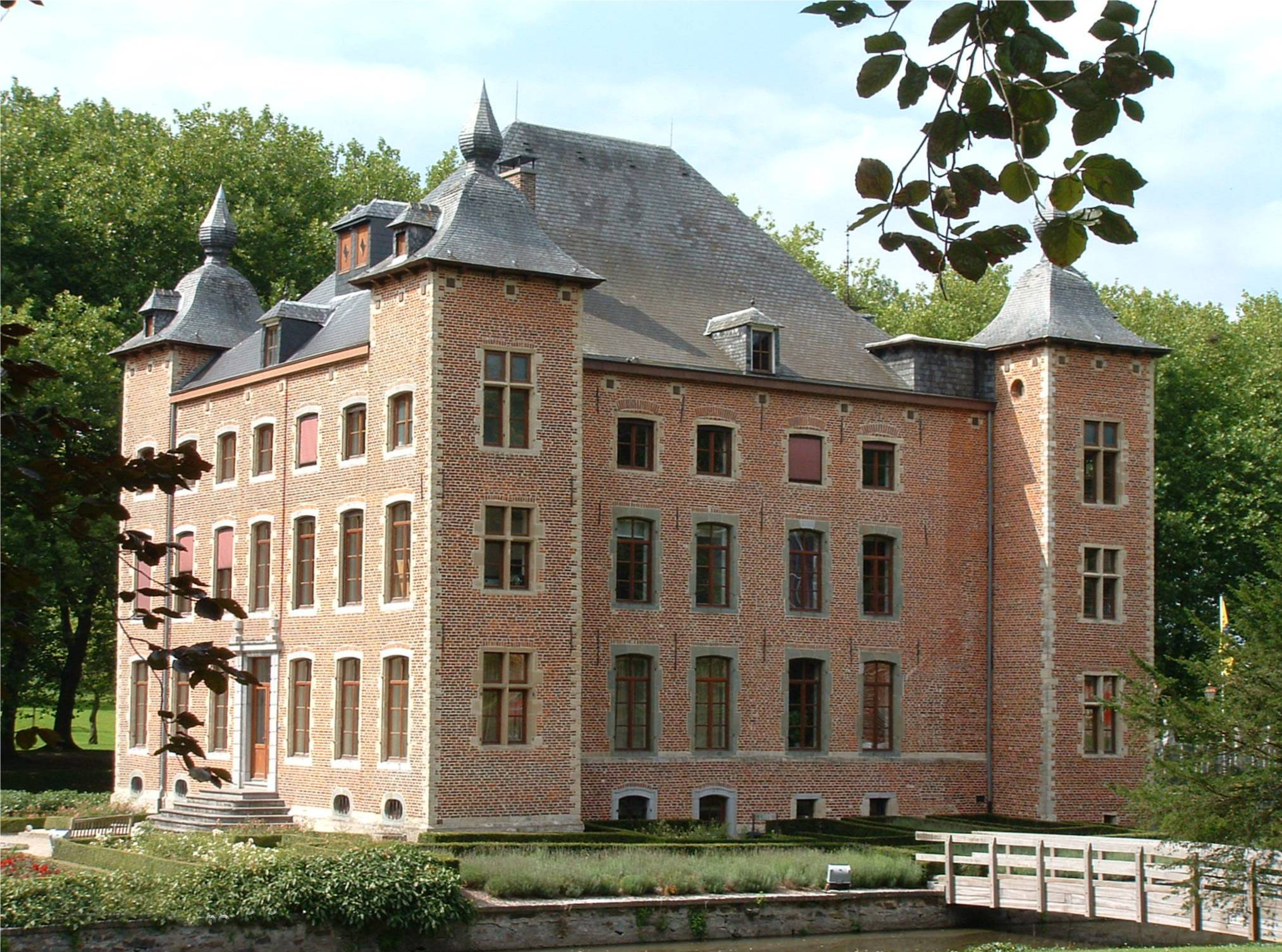
Het Kasteel van Coloma, nu Gemeentelijk Cultureel Centrum
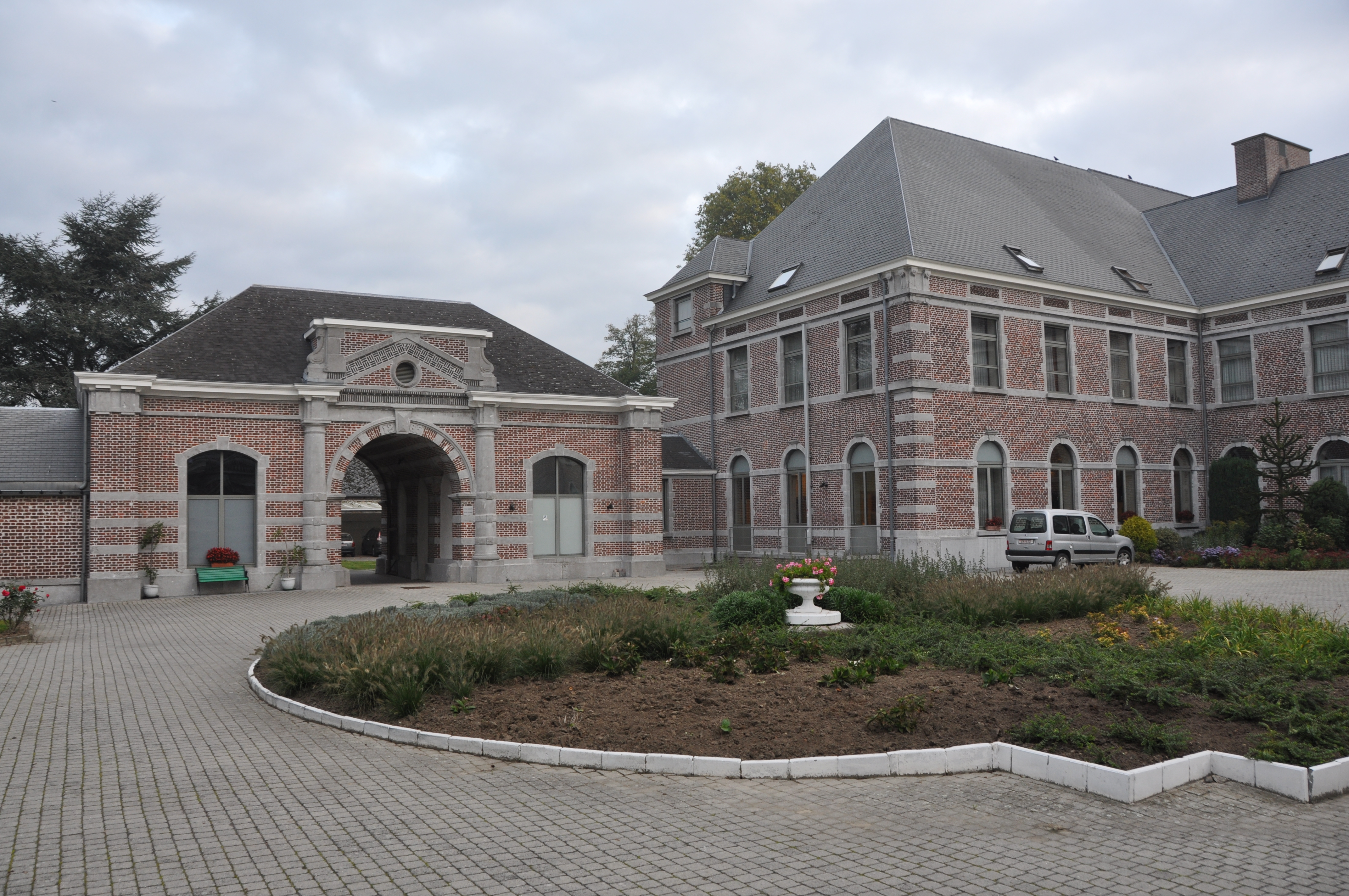
Het Kasteel Wittouck.
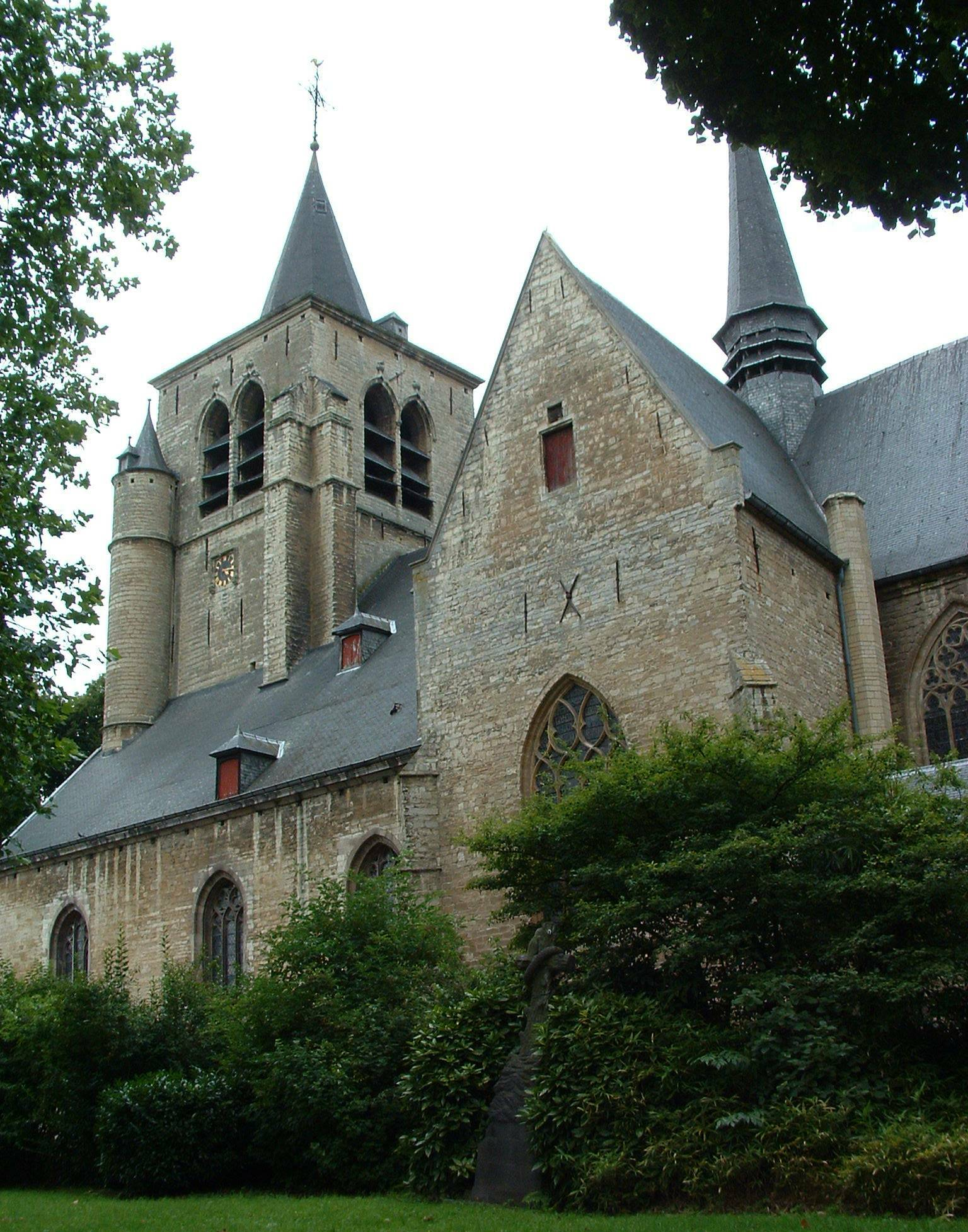
De gotische Sint-Pieterskerk (15e eeuw)
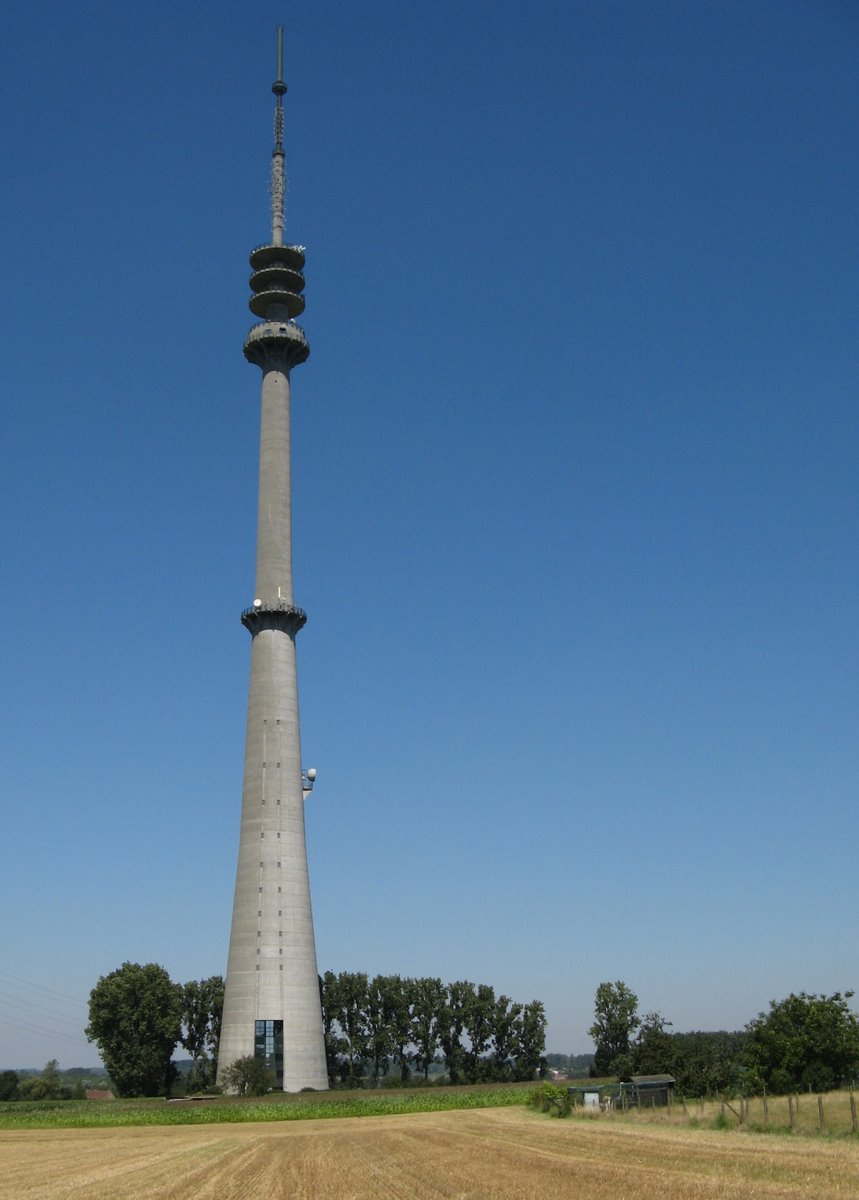
De VRT-zendmast
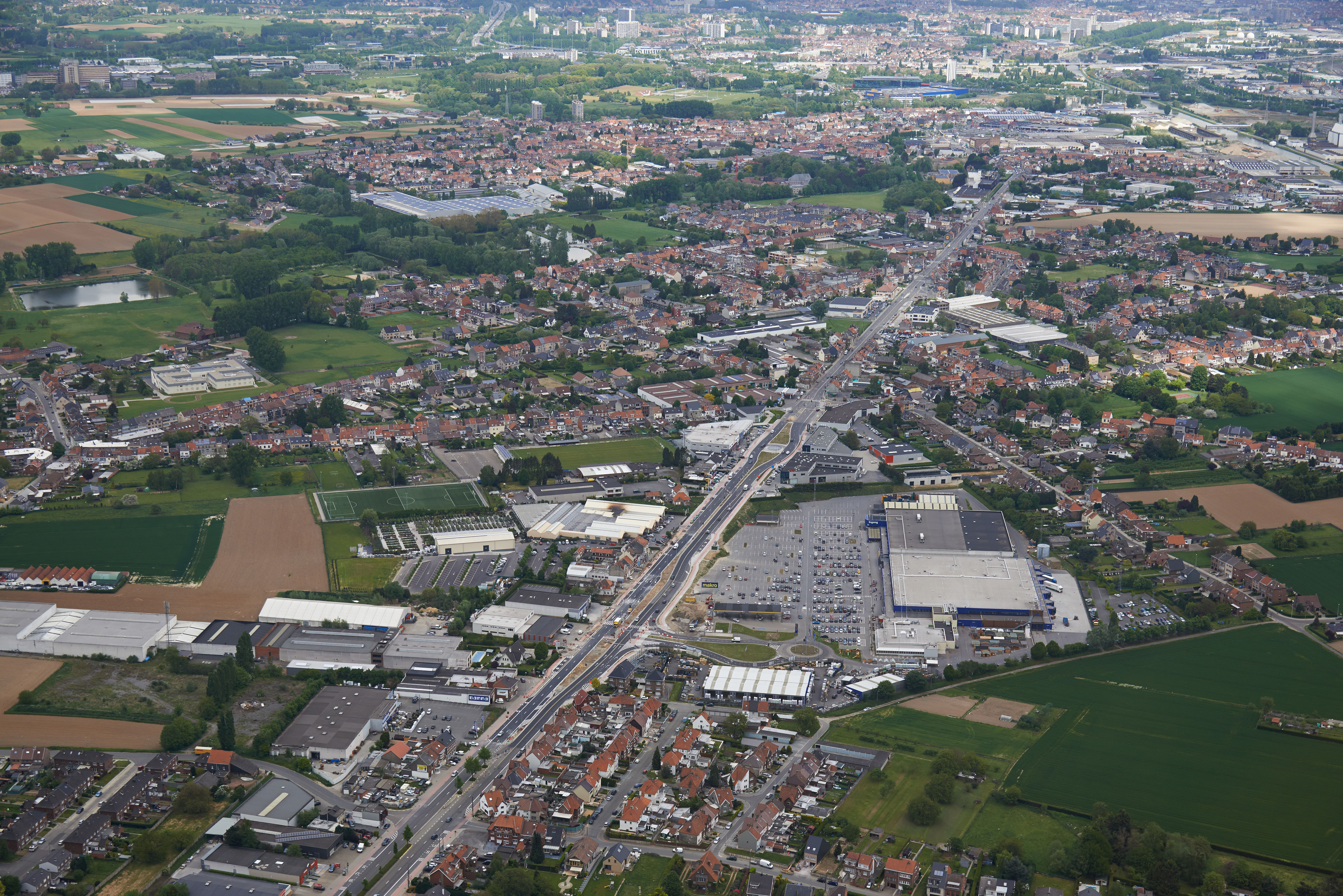
Luchtfoto van omgeving Bergensesteenweg

## Natuur en landschap
Sint-Pieters-Leeuw ligt op de oostelijke rand van het Pajottenland op een hoogte van 25-62 meter. De plaats ligt aan de Zuunbeek. De belangrijkste natuurgebieden zijn:
- De Zuunvallei met vogelkijkwand en galloway koeien in de zomermaanden
- De Zobbroekvallei

## Demografische ontwikkeling

### Demografische evolutie voor de fusie
- Bronnen:NIS, Opm:1831 tot en met 1970=volkstellingen

### Demografische ontwikkeling van de fusiegemeente
Alle historische gegevens hebben betrekking op de huidige gemeente, inclusief deelgemeenten, zoals ontstaan na de fusie van 1 januari 1977.
- Bronnen:NIS, Opm:1831 tot en met 1981=volkstellingen; 1990 en later= inwonertal op 1 januari

| Inwoners van jaar tot jaar op 1 januari 1992 tot heden | Inwoners van jaar tot jaar op 1 januari 1992 tot heden | Inwoners van jaar tot jaar op 1 januari 1992 tot heden |
| jaar                                                   | Aantal                                                 | Evolutie: 1992=index 100                               |
| ------------------------------------------------------ | ------------------------------------------------------ | ------------------------------------------------------ |
| 1992                                                   | 29.287                                                 | 100,0                                                  |
| 1993                                                   | 29.422                                                 | 100,5                                                  |
| 1994                                                   | 29.651                                                 | 101,2                                                  |
| 1995                                                   | 29.627                                                 | 101,2                                                  |
| 1996                                                   | 29.643                                                 | 101,2                                                  |
| 1997                                                   | 29.800                                                 | 101,8                                                  |
| 1998                                                   | 29.821                                                 | 101,8                                                  |
| 1999                                                   | 29.849                                                 | 101,9                                                  |
| 2000                                                   | 30.013                                                 | 102,5                                                  |
| 2001                                                   | 30.054                                                 | 102,6                                                  |
| 2002                                                   | 30.186                                                 | 103,1                                                  |
| 2003                                                   | 30.277                                                 | 103,4                                                  |
| 2004                                                   | 30.485                                                 | 104,1                                                  |
| 2005                                                   | 30.637                                                 | 104,6                                                  |
| 2006                                                   | 30.846                                                 | 105,3                                                  |
| 2007                                                   | 30.929                                                 | 105,6                                                  |
| 2008                                                   | 31.119                                                 | 106,3                                                  |
| 2009                                                   | 31.352                                                 | 107,1                                                  |
| 2010                                                   | 31.572                                                 | 107,8                                                  |
| 2011                                                   | 31.868                                                 | 108,8                                                  |
| 2012                                                   | 32.246                                                 | 110,1                                                  |
| 2013                                                   | 32.677                                                 | 111,6                                                  |
| 2014                                                   | 32.933                                                 | 112,4                                                  |
| 2015                                                   | 33.270                                                 | 113,6                                                  |
| 2016                                                   | 33.512                                                 | 114,4                                                  |
| 2017                                                   | 33.758                                                 | 115,3                                                  |
| 2018                                                   | 34.038                                                 | 116,2                                                  |
| 2019                                                   | 34.228                                                 | 116,9                                                  |
| 2020                                                   | 34.621                                                 | 118,2                                                  |
| 2021                                                   | 35.061                                                 | 119,7                                                  |
| 2022                                                   | 35.486                                                 | 121,2                                                  |
| 2023                                                   | 36.520                                                 | 123,1                                                  |
| 2024                                                   | 36.525                                                 | 124,7                                                  |
| 2025                                                   | 36.732                                                 | 125,4                                                  |

## Cultuur
- Het Koninklijke Schuttersgilde Sint Sebastiaan beoefent reeds van voor 1488 de handboogsport op staande wip. Daarmee is zij de oudste vereniging van Sint-Pieters-Leeuw. De gilde draagt het schieten met de traditionele boog zonder hulpmiddelen hoog in haar vaandel. Zij is op dit moment een van de grootste gilden uit België met een ruime vertegenwoordiging van jeugdschutters.

## Politiek

### Burgemeesters

#### Franse periode
- 1795-1798: Jacob Heymans
- 1798-1808: Egied Mangelschots
- 1808-1810: Joannes Baptista Dansaert
- 1810-1812: François Wittouck (1783-1814)
- 1812-1813: Joannes Philippus Crockaert
- 1813-1814: François Wittouck (1783-1814)
- 1814-1815: Henri François Viron

#### Hollandse periode
- ?-1821: Antoon van der Dilft (graaf)
- 1821-1830: Joannes Henricus Vander Borght

#### België
- 1830-1836: Antoon van der Dilft (graaf)
- 1836-1847: Karel Jan-Baptist de Viron (1804-1857)
- 1847-1872: Félix-Guillaume Wittouck (1812-1898)
- 1872-1885: Theodore Florimond de Villers (graaf)
- 1886-1916: Felix Wittouck (1849-1916)
- 1916-1919: Zacharias De Ro (dienstdoend)
- 1919-1926: François Van Keerberghen
- 1927: Guillaume Jean Huysmans (tot afsplitsing naar Lot)
- 1927-1935: Frans Wallemans
- 1935-1939: Leopold (Gustaaf) Maes
- 1939-1941: Gustaaf (Staaf) Denayer
  - 1941-1944: Jan Baptist Pauwels (oorlogsburgemeester)
- 1944-1945: Jules De Cort (waarnemend)
- 1945-1955: Maurice Van Waeyenberg (1913-1955)
- 1955-1959: Jean Walravens
- 1959-1965: Georges Bosmans (1908-1965)
- 1965-1995: Jean Dekempeneer (1920-2011) (CVP)
- 1995-2000: Félicien Bosmans (CVP)
- 2001-2012: Lieve Vanlinthout (CVP/CD&V)
- 2013- 2020: Luc Deconinck (N-VA)
- 2021-heden: Jan Desmeth (N-VA)

#### 2024-2030
De burgemeester is Jan Desmeth van N-VA LvBurgemeester. Hij leidt een coalitie bestaande uit N-VA LvBurgemeester en SAM&N, een kartel van CD&V, Open Vld en Vooruit, die beschikt over een ruime meerderheid van 25 op 33 zetels. 

### Resultaten gemeenteraadsverkiezingen sinds 1976
| Partij               | Partij                                                | 10-10-1976 | 10-10-1976 | 10-10-1982 | 10-10-1982 | 9-10-1988 | 9-10-1988 | 9-10-1994 | 9-10-1994 | 8-10-2000 | 8-10-2000 | 8-10-2006 | 8-10-2006 | 14-10-2012 | 14-10-2012 | 14-10-2018 | 14-10-2018 | 13-10-2024 | 13-10-2024 |
| Stemmen / Zetels     | Stemmen / Zetels                                      | %          | 29         | %          | 29         | %         | 29        | %         | 29        | %         | 29        | %         | 31        | %          | 31         | %          | 31         | %          | 33         |
| -------------------- | ----------------------------------------------------- | ---------- | ---------- | ---------- | ---------- | --------- | --------- | --------- | --------- | --------- | --------- | --------- | --------- | ---------- | ---------- | ---------- | ---------- | ---------- | ---------- |
|                      | SPSB/ PS1/ SPSSC                                      | 14,8B      | 4          | 9,571      | 2          | 6,781     | 1         | 11,55C    | 3         | -         |           | -         |           | -          |            | -          |            | -          |            |
|                      | SPSB/SP1/ SPSSC/ sp.a2/ SAM&N!D                       | 14,8B      | 4          | 11,151     | 3          | 11,461    | 3         | 11,55C    | 3         | 10,021    | 2         | 6,12      | 1         | 5,562      | 1          | 4,82       | 1          | 27,4D      | 9          |
|                      | PVV1/ VLD2/ Open Vld3/ SAM&N!D                        | -          |            | 8,361      | 2          | 8,321     | 2         | 12,082    | 3         | 18,862    | 6         | 14,512    | 4         | 11,573     | 3          | 6,53       | 1          | 27,4D      | 9          |
|                      | CVP1/ CD&V+N-VAA/ CD&V2/ SAM&N!D                      | 58,821     | 19         | 52,461     | 18         | 46,51     | 16        | 44,621    | 16        | 40,341    | 14        | 35,69A    | 13        | 21,652     | 8          | 20,52      | 7          | 27,4D      | 9          |
|                      | VU1/ VU&ID2/ CD&V+N-VAA/ N-VA3 / N-VA-LvBurgemeester4 | -          |            | 13,721     | 4          | 13,081    | 4         | -         |           | 6,32      | 1         | 35,69A    | 13        | 26,43      | 9          | 29,23      | 11         | 42,74      | 16         |
|                      | Agalev1/ Groen2                                       | -          |            | -          |            | -         |           | 5,21      | 1         | 7,211     | 1         | 5,092     | 1         | 6,232      | 1          | 8,32       | 2          | 6,42       | 1          |
|                      | Vlaams Blok1/ Vlaams Belang2                          | -          |            | -          |            | 2,221     | 0         | 6,691     | 1         | -         |           | 17,42     | 5         | 6,452      | 1          | 6,62       | 1          | 10,02      | 3          |
|                      | Présence Francophone1/ UF2 / PF+3                     | -          |            | -          |            | 11,641    | 3         | 15,491    | 5         | 17,271    | 5         | 21,211    | 7         | 22,142     | 8          | 18,81      | 7          | 13,63      | 4          |
|                      | Gemeentebelangen                                      | -          |            | -          |            | -         |           | -         |           | -         |           | -         |           | -          |            | 5,3        | 1          | -          |            |
|                      | GRB                                                   | 10,63      | 2          | 3,88       | 0          | -         |           | -         |           | -         |           | -         |           | -          |            | -          |            | -          |            |
|                      | GB                                                    | 15,76      | 4          | -          |            | -         |           | -         |           | -         |           | -         |           | -          |            | -          |            | -          |            |
| Anderen(*)           | Anderen(*)                                            | -          |            | 0,85       | 0          | -         |           | 4,36      | 0         | -         |           | -         |           | -          |            | -          |            | -          |            |
| Totaal stemmen       | Totaal stemmen                                        | 18760      | 18760      | 19831      | 19831      | 20247     | 20247     | 20342     | 20342     | 20034     | 20034     | 20667     | 20667     | 20096      | 20096      | 20415      | 20415      | 13685      | 13685      |
| Opkomst %            | Opkomst %                                             |            |            |            |            | 93,89     | 93,89     | 92,7      | 92,7      | 91,11     | 91,11     | 92,98     | 92,98     | 88,78      | 88,78      | 90,1       | 90,1       | 58,1       | 58,1       |
| Blanco en ongeldig % | Blanco en ongeldig %                                  | 4,37       | 4,37       | 5,48       | 5,48       | 4,98      | 4,98      | 5,26      | 5,26      | 5,65      | 5,65      | 4,50      | 4,50      | 5,27       | 5,27       | 5,8        | 5,8        | 3,3        | 3,3        |

De rode cijfers naast de gegevens duiden aan onder welke naam de partijen telkens bij een verkiezing opkwamen.
De zetels van de gevormde meerderheid staan vetjes afgedrukt. De grootste partij is in kleur.

(*)  1982: PVDA (0,85%) / 1994: NF (2,15%), NIVO (2,21%)

## Sport
In de gemeente spelen voetbalclubs Leeuw-Brucom (fusie tussen SK Leeuw en KV Brucom Sportief), KV Zuun, FC Negenmanneke en SK Vlezenbeek, deze zijn aangesloten bij de KBVB. Vroeger speelde in de gemeente ook Ruisbroek FC, FC Oviedo en FC Marmara Sint-Pieters-Leeuw. Ruisbroek en Zuun speelden in hun geschiedenis enkele jaren in de nationale reeksen. Daarnaast bevindt zwemclub De Waterleeuwen zich in Sint-Pieters-Leeuw.
In Sint-Pieters-Leeuw is er ook een joggingclub, Joggingclub Leeuwerik. Verder is er ook de gymnastiek en dansclub LDG. In verband met G sport, bevindt een deel van de werkingen van Friends and Scream united (FriS) zich in deze gemeente.

## Bekende Leeuwenaren
- Thomas van Cantimpré (1201-1272), predikant en theoloog
- Jan van Ruusbroec (ca. 1293-1381), zalig verklaard schrijver
- Johannes Malderus (1563-1633), bisschop van Antwerpen 1611-1633
- Willem Wittouck (1749-1829), advocaat, rechtsgeleerde en raadsman
- Bart Anneessens Cops (1993-), internationaal ondernemer, artiest, voormalig raadslid.
- Edmond Doms (1873-1940), volksvertegenwoordiger
- Zuster Marie Stanislas (1883-1956) kloosterzuster - redde meerdere Joodse kinderen van deportatie. 2016 gehuldigd als ‘rechtvaardige onder de naties’
- Max Poll (1908-1991), ichtyoloog
- Félicien Bosmans (1929-2008), atleet en volksvertegenwoordiger
- Louis Desmet (1930-2001), atleet
- Raymond Mertens (1933-2023), voetballer en voetbalcoach
- Daan Vervaet (1934-1990), volksvertegenwoordiger
- Jef Jurion (1937), voetballer
- Roger Van Overstraeten (1937-1999), hoogleraar elektronica en oprichter van het IMEC
- Paul Van Himst (1943), voetballer
- Youri Tielemans (1997), voetballer

## Partnersteden
- Altenahr (Duitsland)
- Someren (Nederland)

## Nabijgelegen kernen
Zuun, Negenmanneke, Vlezenbeek, Sint-Laureins-Berchem, Oudenaken, Breedhout, Buizingen